# Önskasjön
Önskasjön är en sjö i Nordmalings kommun och Örnsköldsviks kommun i Ångermanland som ingår i Husåns huvudavrinningsområde. Sjön är 52 meter djup, har en yta på 8,47 kvadratkilometer och befinner sig 202 meter över havet. Sjön avvattnas av vattendraget Husån till Husum vid Bottenhavet. Vid provfiske har bland annat abborre, gers, gädda och lake fångats i sjön.
Önskasjön är sedan åtminstone 200 år reglerad. De största vikarna heter Nordsjöviken, Dammviken, Åviken, Hemviken, Mjösjöviken. Från Dammviken går en led in i Herrbergslidens naturreservat.
Här ligger även Örnsköldsvik kommuns enda nakenbad.

## Fiskbestånd
I sjön finns det ett naturligt bestånd av abborre, mört, gädda, lake, löja, siklöja, gers, nors och stensimpa. Sedan 1969 finns även inplanterad öring, röding och regnbåge. Det sker årligen inplantering av öring och regnbåge. 
I vattnet lever räkor av släktet Mysis, som är en väsentlig del i fiskens diet. Mysis ger pigment i ädelfisken, som därmed får sin vackert rosa färg i köttet.

## Fisk
Vid provfiske har följande fisk fångats i sjön:
- Abborre
- Gärs
- Gädda
- Lake
- Mört
- Nors
- Siklöja

## Delavrinningsområde
Önskasjön ingår i delavrinningsområde (707771-164664) som SMHI kallar för Utloppet av Önskasjön. Medelhöjden är 234 meter över havet och ytan är 28,55 kvadratkilometer. Räknas de 12 avrinningsområdena uppströms in blir den ackumulerade arean 68,85 kvadratkilometer. Avrinningsområdets utflöde Husån mynnar i havet. Avrinningsområdet består mestadels av skog (55 procent). Avrinningsområdet har 8,49 kvadratkilometer vattenytor vilket ger det en sjöprocent på 29,7 procent.